# 張緝
張 緝（ちょう しゅう、? - 254年）は、中国三国時代の政治家。字は敬仲。司隸左馮翊高陵県の人。父は張既。弟は張翁帰。子は張藐。娘は張皇后。孫は張殷。『三国志』魏志「張既伝」などに記述がある。

## 生涯
父が死去すると西郷侯を継いだ。中書郎から昇進して、東莞太守に至った。
『魏略』によると、太和年間に温県県令となり、政治の才があると評判になった。蜀漢の諸葛亮が侵攻してくると時宜に適った意見を述べたという。曹叡（明帝）が詔勅を下し、孫資に判断を求めたところ「張緝は計略に優れた人物である」と評価したため、召し出されて騎都尉になり、対蜀の軍役に参加した。後に中央に戻って尚書郎となり、職務に相応しい人物として曹叡の目に留まることとなった。曹叡が張緝の才能を評価し占わせたところ、二千石程度の才という回答であったが、曹叡はその占いの結果を信じず張緝を重用した。
東莞太守在任のときは、数千人を統率したという。
嘉平3年（251年）、曹芳（斉王）の皇后甄氏が亡くなり、翌嘉平4年（252年）2月に張緝の娘が新たに皇后となった（「三少帝紀」）。張緝は光禄大夫となり、特進を加えられた。張緝の妻の向氏も安城郷君とされた。
『魏略』によると、張緝は金銭面ではけちな性格で権勢家となっていたというが、娘が皇后になったことで、慣例により郡太守の任務を解かれてしまったため、私邸において落ち着かない様子であったという。その後、張緝は呉・蜀の情勢について何度か意見を具申した。またある時、司馬師に対し「呉の諸葛恪がまもなく処刑されるであろう」と伝え、理由を尋ねられると「威光が主君を脅かし、功績が国中を覆っているからだ」と述べた。果たして予言がその通りとなったため、司馬師は張緝の智謀を認識するようになったという。
嘉平6年（254年）2月、張緝は同郷の中書令李豊らとともに、司馬師を排除し夏侯玄を大将軍に就けることを計画したが、事前に計画が露見して捕縛され、夏侯玄・李豊らと共に処刑された上で、三族皆殺しとなった（「三少帝紀」・「諸夏侯曹伝」）。『魏略』によると、李豊とは家が近く代々親しくしており、李豊が急用で出かけているときは、子の張藐が李豊の元に出向いて相談することもあったという。また、『魏略』では獄中で死を賜ったとある。
このことで、皇后になっていた娘も3月に廃位された（「三少帝紀」）。なお、子の張藐も同時に処刑されたとあるが、西晋の永興年間に孫の張殷が梁州刺史となっている。